# عامل الطاقة
عامل الطاقة (بالإنجليزية: Energy factor)‏ هو مقياس يستخدم لمقارنة كفاءة تحويل الطاقة للأجهزة أو المعدات.
بالنسبة لـ سخانات المياه، يشير عامل تحويل الطاقة إلى نسبة الاستفادة من ناتج الطاقة إلى الكمية الكلية من الطاقة المنقولة. ويشير ارتفاع مستوى عامل الطاقة إلى ارتفاع مستوى كفاءة استخدام الطاقة.
كذلك، يتم استخدام عوامل الطاقة لمقارنة مستويات الكفاءة النسبية في الغسالات الكهربية باستخدام المعادلة التالية:
عامل الطاقة = 392 x الحجم (قدم مكعب) / الاستخدام السنوي للطاقة (كيلو وات في الساعة)